# Asiatische Radsportmeisterschaften 2012
Die 32.  Asiatischen Radsportmeisterschaften (32nd Asian Cycling Championships) fanden vom 8. bis 18. Februar 2012 in Kuala Lumpur, Malaysia, statt. Veranstalter war die Asian Cycling Confederation (ACC).
Gleichzeitig fanden die 19. Asiatischen Junioren Radsportmeisterschaften statt. Zum ersten Mal fanden auch paralympische Wettbewerbe statt. Die Bahnwettbewerbe wurden auf dem Cheras Velodrome ausgetragen.

## Resultate

### Bahnradsport

#### Männer
| Disziplin             | Platz | Land                | Athlet                                                    |
| --------------------- | ----- | ------------------- | --------------------------------------------------------- |
| Sprint                | 1     | Japan               | Kazunari Watanabe                                         |
|                       | 2     | Malaysia            | Azizulhasni Awang                                         |
|                       | 3     | Volksrepublik China | Zhang Lei                                                 |
| Teamsprint            | 1     | Volksrepublik China | Zhang Lei Zhang Miao Cheng Changsong                      |
|                       | 2     | Japan               | Seiichirō Nakagawa Yudai Nitta Kazunari Watanabe          |
|                       | 3     | Iran                | Ali Aliaskari Mahmoud Parash Mohammad Parash              |
| Keirin                | 1     | Malaysia            | Josiah Ng                                                 |
|                       | 2     | Malaysia            | Azizulhasni Awang                                         |
|                       | 3     | Japan               | Kazunari Watanabe                                         |
| Zeitfahren (1 km)     | 1     | Malaysia            | Mohd Edrus Yunus                                          |
|                       | 2     | Iran                | Mahmoud Parash                                            |
|                       | 3     | Hongkong            | Wu Lok Chun                                               |
| Einerverfolgung       | 1     | Iran                | Alireza Haghi                                             |
|                       | 2     | Hongkong            | Cheung King-lok                                           |
|                       | 3     | Usbekistan          | Wladimir Tuychiew                                         |
| Mannschaftsverfolgung | 1     | Südkorea            | Park Sung-baek Park Keon-woo Jang Sun-jae Park Seon-ho    |
|                       | 2     | Hongkong            | Cheung King-lok Cheung King Wai Kwok Ho Ting Choi Ki Ho   |
|                       | 3     | Kasachstan          | Sergei Kusin Alexei Ljalko Dias Ömirsaqow Artjom Sacharow |
| Scratch               | 1     | Chinesisch Taipeh   | Feng Chun-kai                                             |
|                       | 2     | Thailand            | Thurakit Boonratanathanakorn                              |
|                       | 3     | Malaysia            | Harrif Salleh                                             |
| Punktefahren          | 1     | Japan               | Kazuhiro Mori                                             |
|                       | 2     | Iran                | Mohammad Rajablou                                         |
|                       | 3     | Südkorea            | Choi Seung-woo                                            |
| Omnium                | 1     | Kasachstan          | Alexey Lyalko                                             |
|                       | 2     | Südkorea            | Jang Sun-jae                                              |
|                       | 3     | Hongkong            | Kwok Ho Ting                                              |
| Madison               | 1     | Hongkong            | Kwok Ho Ting/Choi Ki Ho                                   |
|                       | 2     | Kasachstan          | Artjom Sacharow/Pavel Gatskiy                             |
|                       | 3     | Iran                | Amir Zargari/Abbas Saeidi Tanha                           |

#### Frauen
| Disziplin             | Platz | Land                | Athlet                                     |
| --------------------- | ----- | ------------------- | ------------------------------------------ |
| Sprint                | 1     | Hongkong            | Lee Wai-sze                                |
|                       | 2     | Malaysia            | Fatehah Mustapa                            |
|                       | 3     | Volksrepublik China | Shi Jingjing                               |
| Teamsprint            | 1     | Volksrepublik China | Li Xuemei Shi Jingjing                     |
|                       | 2     | Südkorea            | Lee Eun-ji Lee Hye-jin                     |
|                       | 3     | Hongkong            | Wang Xiaofei Diao Xiaojuan                 |
| Keirin                | 1     | Malaysia            | Fatehah Mustapa                            |
|                       | 2     | Volksrepublik China | Xu Yulei                                   |
|                       | 3     | Hongkong            | Lee Wai-sze                                |
| Zeitfahren (500 m)    | 1     | Hongkong            | Lee Wai-sze                                |
|                       | 2     | Volksrepublik China | Xu Yulei                                   |
|                       | 3     | Malaysia            | Fatehah Mustapa                            |
| Einerverfolgung       | 1     | Japan               | Maki Tabata                                |
|                       | 2     | Hongkong            | Jami Wong                                  |
|                       | 3     | Usbekistan          | Huang Ho Hsun                              |
| Mannschaftsverfolgung | 1     | Volksrepublik China | Jiang Fan Jiang Wenwen Liang Jin           |
|                       | 2     | Japan               | Maki Tabata Kanoko Kase Minami Uwano       |
|                       | 3     | Chinesisch Taipeh   | Huang Ho-sun Tseng Hsiao Chia Hsiao Mei Yu |
| Scratch               | 1     | Hongkong            | Diao Xiaojuan                              |
|                       | 2     | Thailand            | Panwaraporn Boonsawat                      |
|                       | 3     | Japan               | Maki Tabata                                |
| Punktefahren          | 1     | Hongkong            | Jamie Wong                                 |
|                       | 2     | Usbekistan          | Olga Drobischewa                           |
|                       | 3     | Japan               | Maki Tabata                                |
| Omnium                | 1     | Volksrepublik China | Huang Li                                   |
|                       | 2     | Chinesisch Taipeh   | Hsiao Mei Yu                               |
|                       | 3     | Südkorea            | Lee Min-hye                                |

### Straßenradsport

#### Männer
| Disziplin        | Platz | Land        | Athlet          |
| ---------------- | ----- | ----------- | --------------- |
| Straßenrennen    | 1     | Hongkong    | Wong Kam Po     |
|                  | 2     | Iran        | Mahdi Sohrabi   |
|                  | 3     | Japan       | Taiji Nishitani |
| Einzelzeitfahren | 1     | Kirgisistan | Eugen Wacker    |
|                  | 2     | Kasachstan  | Dmitri Grusdew  |
|                  | 3     | Iran        | Hossein Askari  |

#### Frauen
| Disziplin        | Platz | Land                | Athlet            |
| ---------------- | ----- | ------------------- | ----------------- |
| Straßenrennen    | 1     | Chinesisch Taipeh   | Hsiao Mei Yu      |
|                  | 2     | Südkorea            | Gu Sun-geun       |
|                  | 3     | Thailand            | Jutatip Maneephan |
| Einzelzeitfahren | 1     | Südkorea            | Na Ah-reum        |
|                  | 2     | Japan               | Minami Uwano      |
|                  | 3     | Volksrepublik China | Wang Cui          |

## Medaillenspiegel
|       | Nation              |    |    |    | Gesamt |
| ----- | ------------------- | -- | -- | -- | ------ |
| 1     | Hongkong            | 6  | 3  | 3  | 12     |
| 2     | Japan               | 4  | 2  | 3  | 9      |
| 4     | Malaysia            | 3  | 3  | 2  | 8      |
| 5     | Volksrepublik China | 3  | 2  | 3  | 8      |
| 3     | Südkorea            | 2  | 3  | 4  | 9      |
| 6     | Chinesisch Taipeh   | 2  | 1  | 2  | 5      |
| 7     | Kasachstan          | 1  | 2  | 2  | 5      |
| 8     | Iran                | 1  | 4  | 2  | 7      |
| 10    | Kirgisistan         | 1  |    |    | 1      |
| 9     | Usbekistan          |    | 1  | 1  | 2      |
| 10    | Thailand            |    | 2  | 1  | 3      |
| Total | Total               | 23 | 23 | 23 | 69     |